# Ponto de Kosnita

Teorema de Kosnita com o ponto de Kosnita K

O ponto de Kosnita, denominado em memória do matemático romeno Cezar Coșniță (1910–1962), é um dos ponto especiais de um triângulo. É conjugado isogonal com o centro do círculo de nove pontos (círculo de Feuerbach).
Sua denominação provém do teorema de Kosnita, que estabelece:

Seja O o centro da circunferência circunscrita de um triângulo ABC e MAB, MBC e MAC os centros das circunferências circunscritas dos triângulos OBC, AOC e ABO, então as retas CMAB, AMBC e BMAC interceptam-se em um ponto comum.
O ponto de intercepção das retas do teorema de Kosnita é denominado ponto de Kosnita, sendo denominado na Encyclopedia of Triangle Centers de Clark Kimberling como X(54).

## Coordenadas
As coordenadas baricêntricas do ponto de Kosnita são
{\displaystyle {\frac {\sin(\alpha )}{\cos(\beta -\gamma )}}\,:\,{\frac {\sin(\beta )}{\cos(\gamma -\alpha )}}\,:\,{\frac {\sin(\gamma )}{\cos(\alpha -\beta )}}.}